# Tytthus pygmaeus
Tytthus pygmaeus ist eine Wanzenart aus der Familie der Weichwanzen (Miridae).

## Merkmale
Die Wanzen werden 2,4 bis 3,0 Millimeter lang. Die gelben Beine, die grünlich gefärbten Hemielytren und die blasse Spitze des ersten Fühlerglieds sind charakteristisch für die Art. Der Grad der Schwarzfärbung am Pronotum ist variabel. Die Imagines haben überwiegend voll entwickelte (makroptere) Flügel.

## Vorkommen und Lebensraum
Die Art ist holarktisch verbreitet und kommt überall in Europa, mit Ausnahme des Südens und östlich über Sibirien bis nach Nordamerika vor. In Deutschland ist die Art häufiger als Tytthus pubescens und kommt vermutlich überall, auch in den höheren Mittelgebirgslagen vor. Die Verbreitung der Art ist aber noch unzureichend dokumentiert. Sie ist im Norden häufiger als im Süden. In Österreich ist sie bisher nur vereinzelt im Osten nachgewiesen. Besiedelt werden feuchte bis nasse Riedgrasbestände mit Bewuchs von Binsen (Juncus) und Seggen (Carex), aber auch feuchte und trockene Süßgraswiesen, wie etwa Weiden, Brachen, Halbtrockenrasen oder aber auch Strandhafer-Bestände auf Dünen an der Nordsee.

## Lebensweise
Tytthus pygmaeus lebt am Boden, nur selten klettern sie an den Gräsern nach oben. Sie wurden auch beim Fliegen beobachtet. Die adulten Wanzen können von Juni bis maximal September beobachtet werden.

## Belege